# José Ortuño
José Ortuño Úbeda (Granada, 15 de marzo de 1943 - Granada, 13 de enero de 1999) fue un pintor español.

## Trayectoria
Inició sus estudios artísticos a la edad de doce años en la Escuela de Artes y Oficios de Granada, donde tuvo como profesor a Nicolás Prados López. A principios de los años 60 viajó a París, becado por el Ayuntamiento de Granada y allí realizó una serie de acuarelas y pasteles, que constituyen su obra inicial. Más tarde se inició en el óleo, técnica en la que destacó especialmente, aunque cultivó igualmente el pastel, la acuarela y el dibujo.
En su trayectoria se pueden distinguir, además de la etapa parisina inicial, diversas fases que se configuran a través de los lugares donde desarrolló su pintura, entre las que cabe mencionar la etapa de Arabia Saudita (1980-1985), país al que acudió para pintar retratos de la familia real Abdul Al-Aziz. Su estancia en el palacio Tabuk en Riad le proporcionó un amplio conocimiento de la cultura árabe que se vería reflejado en sus cuadros de tema orientalista. En Tenerife, en la década de los 90, pintó diversos paisajes de Garachico, Los Gigantes, Teno, valle de Masca, playas de Taganana, Almáciga y Buenavista, Icod de los Vinos con  su drago milenario, así como los bosques del Parque natural de la Corona Forestal y las romerías de San Isidro y San Benito, entre otros numerosos temas. Pero son los paisajes de Granada, especialmente los del Albaicín y La Alhambra, y su provincia los que ocupan el lugar sobresaliente en la producción pictórica de José Ortuño, destacando sobre todo La Alpujarra, comarca en la que residió temporadas pintando paisajes de La Taha, Pórtugos, Busquístar, Trevélez y Cástaras, localidad esta última donde construyó una residencia que no llegó a ocupar. Debido a su extensa producción sobre la comarca fue nombrado coloquialmente como «el pintor de La Alpujarra».

## Obra
Su obras cuelgan en colecciones públicas y privadas de Estados Unidos, Arabia Saudita, Inglaterra, Francia, Marruecos, Kuwait, Japón y España.

## Exposiciones
Los cuadros de Ortuño han sido expuestos en innumerables salas de diferentes ciudades y países, entre otros: Granada, Madrid, Barcelona, Castellón de la Plana, Málaga, Santa Cruz de Tenerife, Las Palmas de Gran Canaria,  Nueva York, Alemania, Irán, Irak, Egipto y Japón. La cotización que han alcanado las pinturas de Ortuño provocó que ya en vida del pintor se realizaran falsificaciones de sus cuadros, por lo que el propio pintor y su familia entregaban un certificado autentificando la originalidad de las obras.

## Distinciones
En septiembre de 2009 el Ayuntamiento de Granada dedicó una calle del barrio del Albaicín, entre las de San Juan de los Reyes y Guinea, a su memoria con el nombre «Pintor José Ortuño»

La localidad de Busquístar, en la Alpujarra Granadina, lo nombró hijo adoptivo.

El Ayuntamiento de Valderrubio dedicó una calle en su memoria con el nombre «Pintor José Ortuño».